# Krzysztof Ciesielski (muzyk)
Krzysztof Ciesielski (ur. 22 kwietnia 1974 w Zielonej Górze) – kontrabasista, gitarzysta basowy.

## Życiorys
Edukację muzyczną rozpoczął w 1983 roku w Społecznym Ognisku Muzycznym w Gorzowie Wielkopolskim, w klasie gitary klasycznej. Naukę gry na kontrabasie rozpoczął w 1990 roku w Państwowej Szkole Muzycznej I i II stopnia im. Tadeusza Szeligowskiego w Gorzowie Wielkopolskim, w klasie Jerzego Dutkiewicza. Jest absolwentem Wydziału Instrumentalnego Akademii Sztuki w Szczecinie oraz Wydziału Artystycznego Uniwersytetu Zielonogórskiego, kierunku Jazz i Muzyka Estradowa, w klasie kontrabasu prof. Jacka Niedzieli
Uczestnik takich projektów jak: Mack Goldsbury & The Polish Connection, Sklep z Ptasimi Piórami
Występował na wielu prestiżowych festiwalach m.in.: 50. Jazz Jamboree, XI Międzynarodowy Festiwal Jazz w Lesie w Sulęczynie, XXII Międzynarodowe Głogowskie Spotkania Jazzowe, XXXI Jesień Jazzowa Gorzów Jazz Celebrations, Krokus Jazz Festiwal w Jeleniej Górze, Greifswald Jazz Festival (Niemcy), Verdener Jazz und Blues Tage (Niemcy), Róże Jazz Festival w Zielonej Górze, Świdnickie Noce Jazzowe, PKO Open – Plus Jazz Festiwal w Szczecinie, Sumy Jazz Fest (Ukraina), Hansa Jazz Festiwal w Koszalinie, 53.Krakowskie Zaduszki Jazzowe, XX Jazz Nad Sanem w Przemyślu, Kolory Polski w Łodzi, Jazz z Gdyni i innych.